# Brooklyn (film, 2015)
Pour les articles homonymes, voir Brooklyn (homonymie) et Brooklyn (film, 2014).
Pour plus de détails, voir Fiche technique et Distribution.
Brooklyn est un drame historique britannico-irlando-canadien réalisé par John Crowley, sorti en 2015. Écrit par Nick Hornby, il est tiré d'un roman du même titre par Colm Tóibín. Le film met en vedette Saoirse Ronan, Emory Cohen, Domhnall Gleeson, Jim Broadbent et Julie Walters.

## Synopsis
Dans les années 1950, Eilis Lacey, attirée par la promesse des États-Unis, quitte l'Irlande et le confort de la maison de sa mère pour les rives de la ville de New York à Brooklyn. Le mal du pays qui la tourmente au début diminue, d'autant plus qu'elle tombe amoureuse d'un italien, Antonio. Un peu plus tard, à la suite du décès imprévu de sa sœur, elle décide de retourner en Irlande pour y passer environ un mois. C'est alors qu'Eilis se laisse emporter par une nouvelle romance et les perspectives d'une autre vie. Rapidement, sa nouvelle vivacité est perturbée par son passé et elle doit choisir entre deux pays et les vies qui y sont rattachées.

## Fiche technique
- Titre français : Brooklyn
- Réalisation : John Crowley
- Scénario : Nick Hornby d'après le roman de Colm Tóibín
- Photographie : Yves Bélanger
- Directeur artistique : François Bélanger
- Chef décoratrice : Suzanne Cloutier
- Montage : Jake Roberts
- Musique : Michael Brook
- Pays d'origine :  Royaume-Uni  Irlande  Canada
- Format : Couleurs - 35 mm - 1,85:1 - Dolby Digital
- Genre : drame, romance
- Durée : 111 minutes
- Dates de sortie :
  -  États-Unis : 
    - 26 janvier 2015 : (Festival du film de Sundance )
    - 25 novembre 2015 (sortie nationale)

  -  Royaume-Uni : 6 novembre 2015
  -  France : 9 mars 2016

## Distribution
- Saoirse Ronan (VF : Florie Auclerc ; VQ : Charlotte Mondoux) : Eilis Lacey
- Emory Cohen (VF : Alexis Ballestros ; VQ : François-Simon Poirier) : Antonio « Tony » Fiorello
- Domhnall Gleeson (VF : Thibaut Lacour ; VQ : David Laurin) : Jim Farrell
- Jim Broadbent (VF : Achille Orsoni ; VQ : Hubert Gagnon) : père Flood
- Julie Walters (VF : Christine Murillo ; VQ : Johanne Léveillé) : Mme Madge Kehoe
- Brid Brennan (VF : Colette Venhard ; VQ : Chantal Baril) : Miss Kelly
- Emily Bett Rickards (VF : Julia Boutteville ; VQ : Catherine Bonneau) : Patty McGuire
- Eve Macklin (VQ : Julie Beauchemin) : Diana Montini
- Nora-Jane Noone (VF : Sara Viot) : Sheila
- Jenn Murray (VF : Leslie Lipkins) : Dolores Grace
- Jane Brennan (VF : Annie Le Youdec) : Mme Lacey, mère d'Eilis
- Fiona Glascott (VF : Caroline Victoria ; VQ : Manon Arsenault) : Rose Lacey, sœur d'Eilis
- Mary O'Driscoll : Miss McAdam
- Eva Birthistle (VF : Anneliese Fromont ; VQ : Laurence Dauphinais) : Georgina
- Michael Zegen : Maurizio Fiorello
- Gerard Murphy : Daddy Lacey
- Jessica Paré (VF : Pamela Ravassard) : Miss Fortini
- Peter Campion (VF : François Santucci) : George Sheridan

 Source et légende : version française (VF) sur RS Doublage

## Sortie
Brooklyn a été présenté en première mondiale au Festival du film de Sundance le 26 janvier 2015. Fox Searchlight Pictures a acquis les droits de distribution aux États-Unis le lendemain pour $ 9 millions. Le film a été sélectionné dans la section Special Presentations du Toronto International Film Festival 2015.

## Distinctions
| |  |  |
| Les acteurs principaux Domhnall Gleeson et Saoirse Ronan à la première du film au Festival international du film de Toronto 2015. |  |  |

### Récompenses
- Festival du film de Hollywood 2015 : Hollywood New Hollywood Award pour Saoirse Ronan
- New York Film Critics Circle Awards 2015 : Meilleure actrice pour Saoirse Ronan
- 69e cérémonie des British Academy Film Awards : Meilleur film britannique

### Nominations
- British Independent Film Awards 2015 :
  - Meilleure actrice pour Saoirse Ronan
  - Meilleur acteur dans un second rôle pour Domhnall Gleeson
  - Meilleure actrice dans un second rôle pour Julie Walters
  - Meilleur scénario pour Nick Hornby
  - Meilleur technicien pour Fiona Weir

- Golden Globes 2016 : meilleure actrice dans un film dramatique pour Saoirse Ronan
- Screen Actors Guild Awards 2016 : meilleure actrice pour Saoirse Ronan
- 88e cérémonie des Oscars : 
  - Meilleur film
  - Meilleure actrice pour Saoirse Ronan
  - Meilleur scénario adapté pour Nick Hornby